# Circolo della Vela Sicilia
Le Circolo della Vela Sicilia, fondé en 1933, est un club nautique basé à Mondello, au nord de Palerme en Sicile.

## Histoire
Créé le 14 mai 1933, le club nautique inaugure son siège social en bord de mer à Punta Celesi dans le quartier de Mondello à Palerme le 21 juillet 1934 et commence à organiser ses premières régates cette même année.

### Coupe de l'America 2021
Après avoir gagné la Prada Cup 2021 le 21 février 2021, il est le challenger désigné de la Coupe de l'America 2021 représenté par leur équipe, Luna Rossa Challenge, face au defender néo-zélandais Team New Zealand du club nautique Royal New Zealand Yacht Squadron, lors de la compétition se tenant du 10 mars 2021 au 17 mars 2021 à Auckland. Team New Zealand gagne par sept régates contre trois face à Luna Rossa Challenge après avoir été mené deux régates contre trois par les italiens, enchaînant ainsi cinq régates victorieuses d'affilée.